# Montjaux
Montjaux, en occitan Montjòus, est une commune française située dans le département de l'Aveyron, en région Occitanie. La commune est issue de la réunion des anciennes communes de Marzials, Montjaux et Roquetaillade.
Le patrimoine architectural de la commune comprend cinq immeubles protégés au titre des monuments historiques : le dolmen du Puech, classé en 1889, l'église Saint-Quirinus, classée en 1909, la maison Bermont, inscrite en 1930, le château bas, inscrit en 1978, et l'église Saint-Martin d'Ayguebonne, inscrite en 1978.

## Géographie

### Localisation

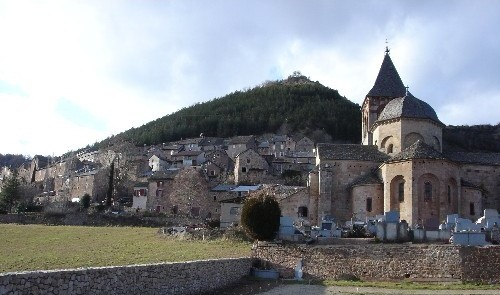
Le bourg chef-lieu de commune de Montjaux.

Le territoire de la commune se situe au sud du Massif central. Il s'étend sur une partie de l'un des versants sud du Lévézou, depuis la crête du massif jusqu'aux vallées du Tarn et de son affluent la Muze.

### Communes limitrophes
Les communes limitrophes sont Castelnau-Pégayrols, Comprégnac, Saint-Georges-de-Luzençon, Saint-Rome-de-Tarn, Salles-Curan et Viala-du-Tarn.

### Hydrographie

#### Réseau hydrographique

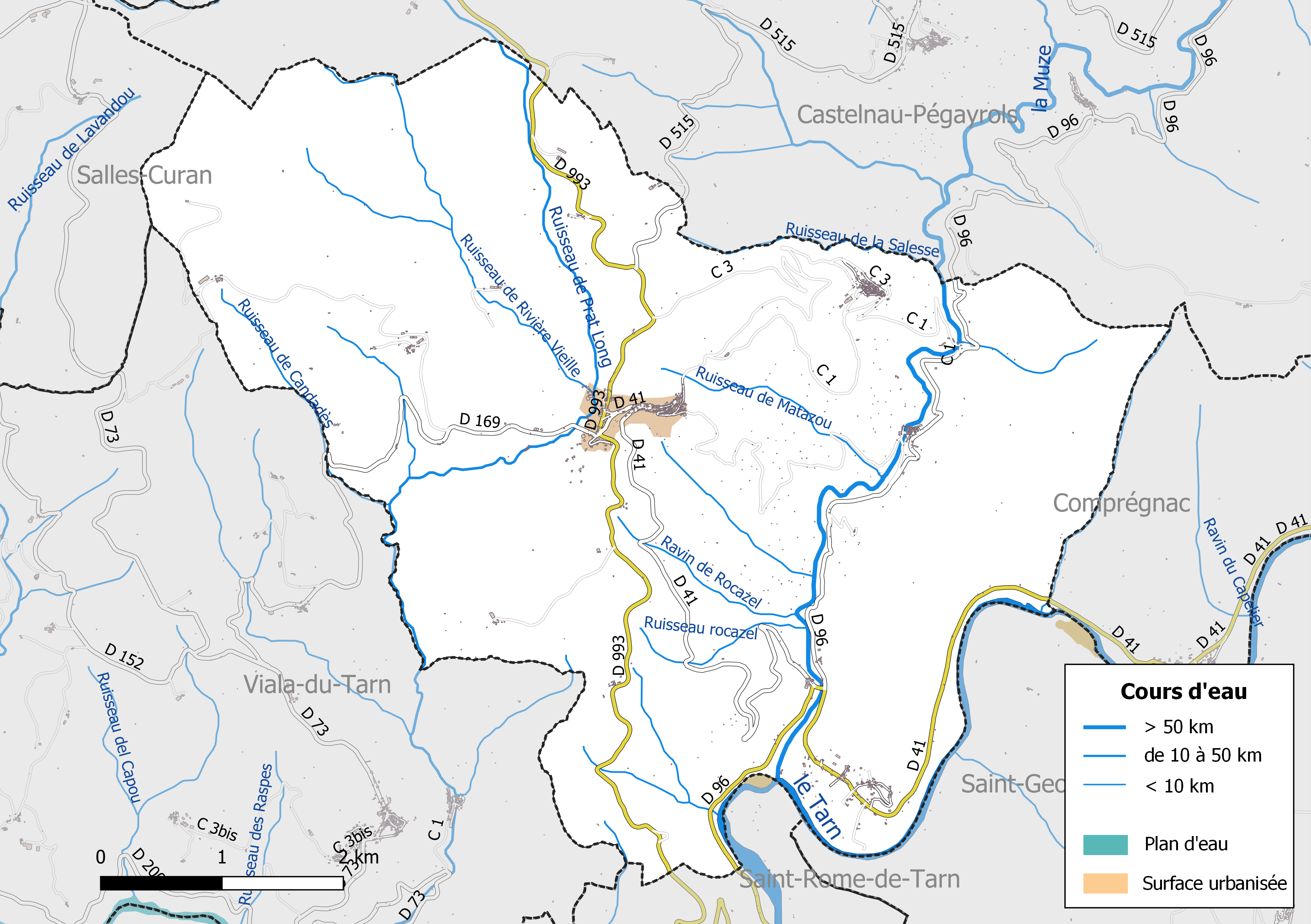
Réseaux hydrographique et routier de Montjaux.

La commune est drainée par le Tarn, la Muze, le ruisseau de Prat Long, le ravin de Rocazel, le ruisseau de Candadès, le ruisseau de la Salesse, le ruisseau de Matazou, le ruisseau de Rigoulet, le ruisseau de Rivière Vieille, le ruisseau de Valos, le ruisseau rocazel et par divers petits cours d'eau.
Le Tarn, d'une longueur totale de 380,2 km, prend sa source dans la commune de Pont de Montvert - Sud Mont Lozère (48) et se jette  dans la Garonne à Saint-Nicolas-de-la-Grave (82), après avoir arrosé 99 communes.
La Muze, d'une longueur totale de 29,3 km, prend sa source dans la commune de Vézins-de-Lévézou et se jette  dans le Tarn à Montjaux, après avoir arrosé 6 communes.

#### Gestion des cours d'eau
Afin d’atteindre le bon état des eaux imposé par la Directive-cadre sur l'eau du 23 octobre 2000, plusieurs outils de gestion intégrée s’articulent à différentes échelles pour définir et mettre en œuvre un programme d’actions de réhabilitation et de gestion des milieux aquatiques : le SDAGE (Schéma directeur d'aménagement et de gestion des eaux), à l’échelle du bassin hydrographique, et le SAGE (Schéma d'aménagement et de gestion des eaux), à l’échelle locale. Ce dernier fixe les objectifs généraux d’utilisation, de mise en valeur et de protection quantitative et qualitative des ressources en eau superficielle et souterraine. Trois SAGE sont mis en oeuvre dans le département de l'Aveyron.
La commune fait partie du SAGE Tarn amont, approuvé le 15 décembre 2015, au sein du SDAGE Adour-Garonne. Le territoire de ce SAGE concerne une partie des bassins du Tarn de l’Aveyron et de l’Agout. Il couvre 69 communes, sur trois départements (Aveyron, Gard et Lozère) et deux régions, pour une superficie de 2 700 km2,. Le pilotage et l’animation du SAGE et du contrat de rivière du Tarn-amont associé sont assurés par le Syndicat mixte du bassin versant du Tarn-amont (SMBVTAM), qualifié de « structure porteuse ». Cet organisme a été créé le 1er avril 2018 et est constitué de neuf communautés de communes.

### Climat
Pour des articles plus généraux, voir Climat de l'Occitanie et Climat de l'Aveyron.
En 2010, le climat de la commune est de type climat méditerranéen altéré, selon une étude s'appuyant sur une série de données couvrant la période 1971-2000. En 2020, Météo-France publie une typologie des climats de la France métropolitaine dans laquelle la commune est exposée à un climat de montagne et est dans la région climatique Sud-est du Massif Central, caractérisée par une pluviométrie annuelle de 1 000 à 1 500 mm, minimale en été, maximale en automne.
Pour la période 1971-2000, la température annuelle moyenne est de 11 °C, avec une amplitude thermique annuelle de 16,1 °C. Le cumul annuel moyen de précipitations est de 1 185 mm, avec 11,7 jours de précipitations en janvier et 5,2 jours en juillet. Pour la période 1991-2020, la température moyenne annuelle observée sur la station météorologique la plus proche, située sur la commune de Salles-Curan à 13 km à vol d'oiseau, est de 9,6 °C et le cumul annuel moyen de précipitations est de 1 085,0 mm,. Pour l'avenir, les paramètres climatiques de la commune estimés pour 2050 selon différents scénarios d'émission de gaz à effet de serre sont consultables sur un site dédié publié par Météo-France en novembre 2022.

### Milieux naturels et biodiversité

#### Espaces protégés
La protection réglementaire est le mode d’intervention le plus fort pour préserver des espaces naturels remarquables et leur biodiversité associée.
Dans ce cadre, la commune fait partie d'un espace protégé, le Parc naturel régional des Grands Causses, créé en 1995 et d'une superficie de 327 937 ha, s'étend sur 97 communes. Ce territoire rural habité, reconnu au niveau national pour sa forte valeur patrimoniale et paysagère, s’organise autour d’un projet concerté de développement durable, fondé sur la protection et la valorisation de son patrimoine,,.

#### Zones naturelles d'intérêt écologique, faunistique et floristique
L’inventaire des zones naturelles d'intérêt écologique, faunistique et floristique (ZNIEFF) a pour objectif de réaliser une couverture des zones les plus intéressantes sur le plan écologique, essentiellement dans la perspective d’améliorer la connaissance du patrimoine naturel national et de fournir aux différents décideurs un outil d’aide à la prise en compte de l’environnement dans l’aménagement du territoire.
Le territoire communal de Montjaux comprend deux ZNIEFF de type 1,, 
la « Rivière Tarn (partie Aveyron) » (2 381 ha), couvrant 41 communes dont 25 dans l'Aveyron et 16 dans le Tarn
et la « Vallée du Tarn et de la Muze à Saint-Rome et montjaux » (3 336 ha), couvrant 5 communes du département
et une ZNIEFF de type 2,, 
la « Vallée du Tarn, amont » (36 322 ha), qui s'étend sur 57 communes dont 31 dans l'Aveyron, 1 dans la Lozère et 25 dans le Tarn.

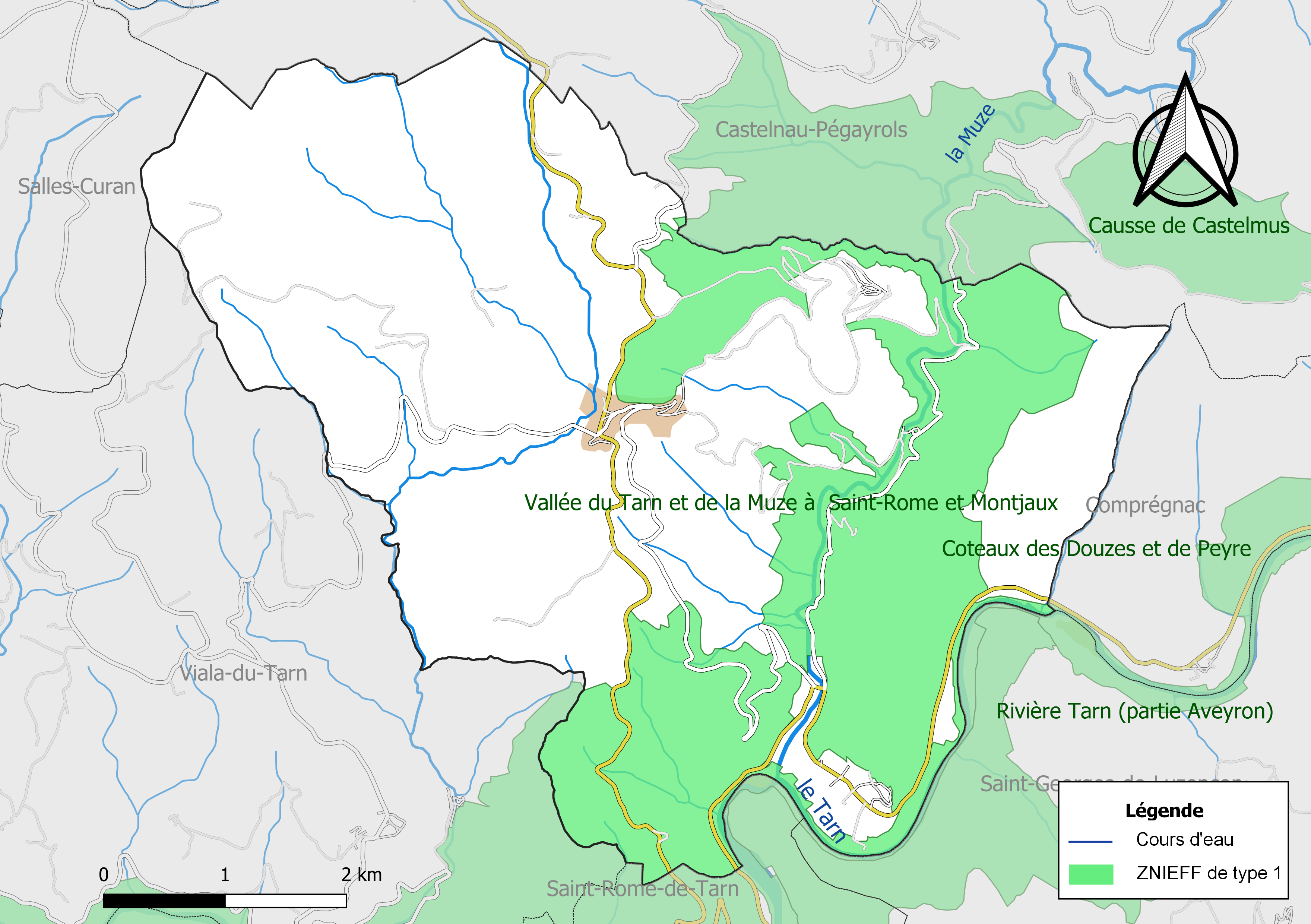
Carte des ZNIEFF de type 1 de la commune.
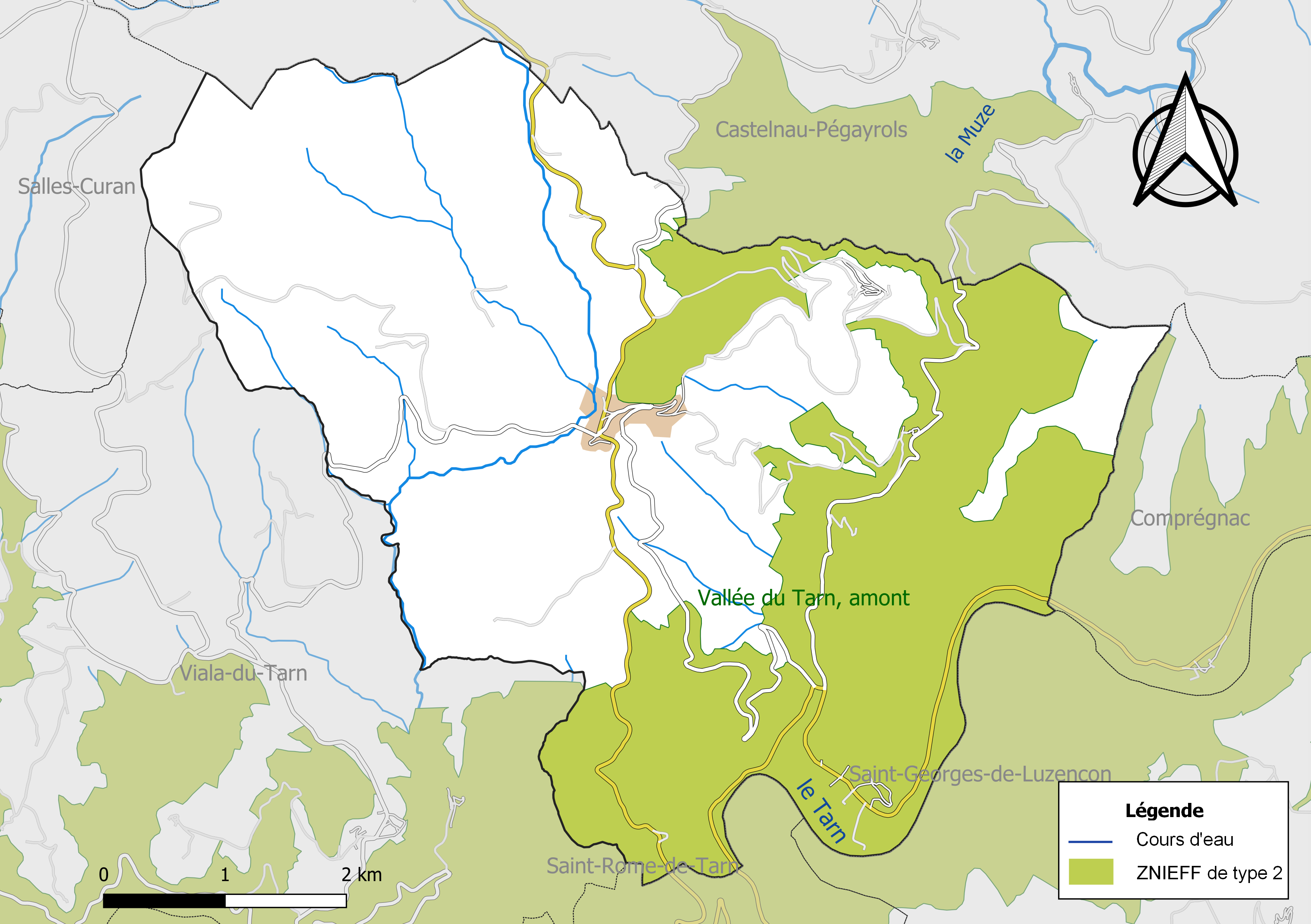
Carte de la ZNIEFF de type 2 de la commune.

## Urbanisme

### Typologie
Au 1er janvier 2024, Montjaux est catégorisée commune rurale à habitat très dispersé, selon la nouvelle grille communale de densité à 7 niveaux définie par l'Insee en 2022.
Elle est située hors unité urbaine. Par ailleurs la commune fait partie de l'aire d'attraction de Millau, dont elle est une commune de la couronne,. Cette aire, qui regroupe 23 communes, est catégorisée dans les aires de moins de 50 000 habitants,.

### Occupation des sols

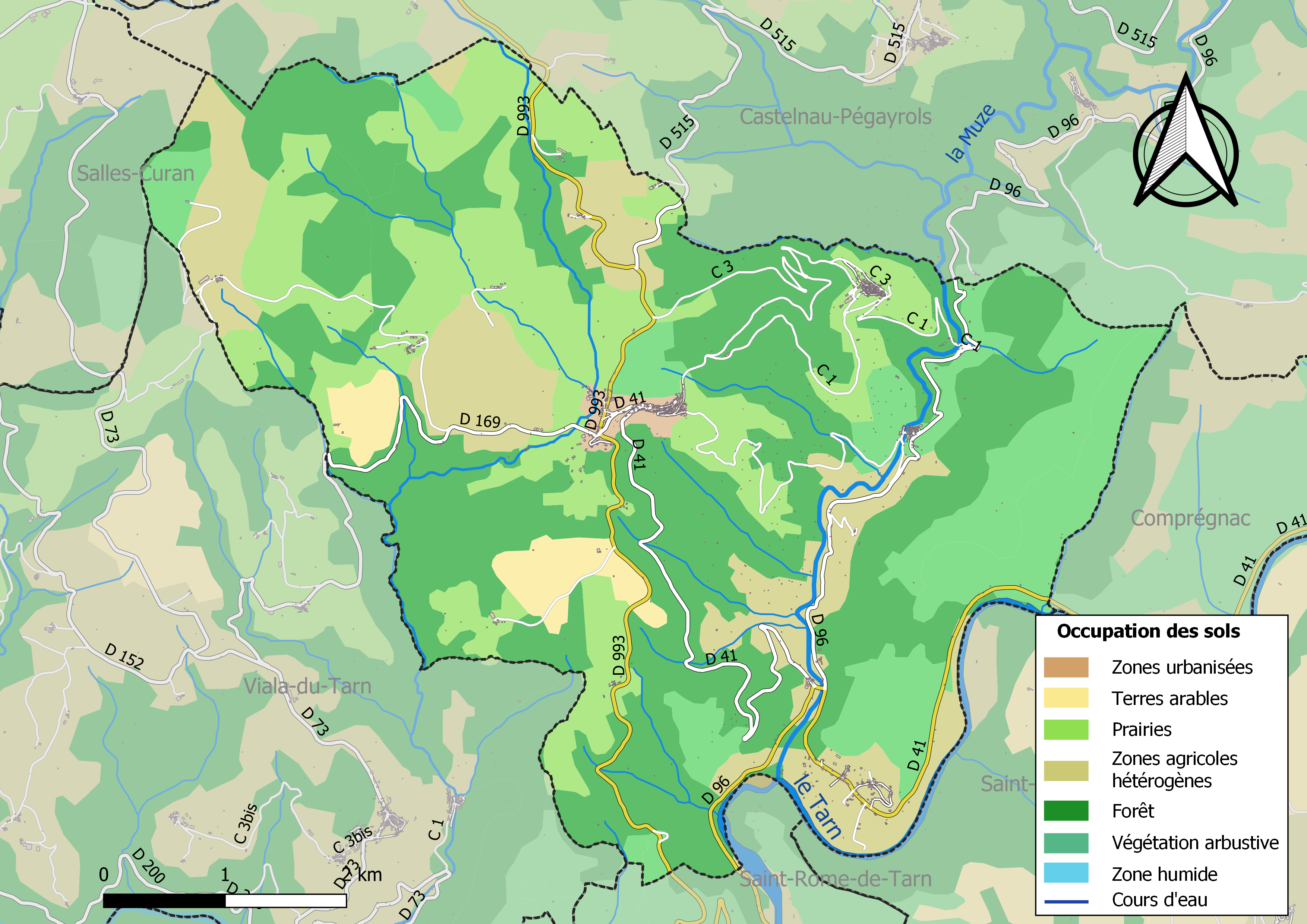
Infrastructures et occupation des sols de la commune de Montjaux.

L'occupation des sols de la commune, telle qu'elle ressort de la base de données européenne d’occupation biophysique des sols Corine Land Cover (CLC), est marquée par l'importance des forêts et milieux semi-naturels (59,2 % en 2018), en diminution par rapport à 1990 (63,7 %). La répartition détaillée en 2018 est la suivante : 
forêts (44 %), prairies (21,6 %), zones agricoles hétérogènes (15,5 %), milieux à végétation arbustive et/ou herbacée (15,2 %), terres arables (2,8 %), zones urbanisées (0,9 %).

### Planification
La loi SRU du 13 décembre 2000 a incité fortement les communes à se regrouper au sein d’un établissement public, pour déterminer les partis d’aménagement de l’espace au sein d’un SCoT, un document essentiel d’orientation stratégique des politiques publiques à une grande échelle. La commune est dans le territoire du SCoT du Parc naturel régional des Grands Causses, approuvé le vendredi 7 juillet 2017 par le comité syndical et mis à l’enquête publique en décembre 2019. La structure porteuse est le Pôle d'équilibre territorial et rural du PNR des Grands Causses, qui associe huit communautés de communes, notamment la communauté de communes de la Muse et des Raspes du Tarn, dont la commune est membre.
La commune disposait en 2017 d'une carte communale approuvée et un plan local d'urbanisme était en élaboration.

### Risques majeurs
Le territoire de la commune de Montjaux est vulnérable à différents aléas naturels : inondations, climatiques (hiver exceptionnel ou canicule), feux de forêts et séisme (sismicité faible).
Il est également exposé à un risque technologique, le transport de matières dangereuses, et à deux risques particuliers, les risques radon et minier,.

#### Risques naturels

Zones inondables de la commune de Montjaux.

Certaines parties du territoire communal sont susceptibles d’être affectées par le risque d’inondation par débordement du Tarn. Un plan des surfaces submersibles (PSS), premier document cartographique réglementant l'occupation du sol en zone inondable pour les cours d'eau domaniaux, a été établi en 1964. Compte tenu du peu d’enjeux exposés à ces inondations, aucun plan de prévention du risque d’inondation n’a été prescrit. Néanmoins la loi Barnier du 2 février 1995 confère aux PSS un statut de plan de prévention des risques (PPR ), les rendant par conséquent opposables au tiers et faisant entrer le territoire de la commune dans le champ d'application de l'obligation d'information des acquéreurs locataires.
Le Plan départemental de protection des forêts contre les incendies découpe le département de l’Aveyron en sept « bassins de risque » et définit une sensibilité des communes à l’aléa feux de forêt (de faible à très forte). La commune est classée en sensibilité forte.
Les mouvements de terrains susceptibles de se produire sur la commune sont liés à la présence de cavités souterraines localisées sur la commune,.

#### Risques technologiques
Le risque de transport de matières dangereuses sur la commune est lié à sa traversée par une route à fort trafic. Un accident se produisant sur une telle infrastructure est en effet susceptible d’avoir des effets graves au bâti ou aux personnes jusqu’à 350 m, selon la nature du matériau transporté. Des dispositions d’urbanisme peuvent être préconisées en conséquence.

#### Risques particuliers
La commune est concernée par le risque minier, principalement lié à l’évolution des cavités souterraines laissées à l’abandon et sans entretien après l’exploitation des mines.
Dans plusieurs parties du territoire national, le radon, accumulé dans certains logements ou autres locaux, peut constituer une source significative d’exposition de la population aux rayonnements ionisants. Toutes les communes du département sont concernées par le risque radon à un niveau plus ou moins élevé. Selon le dossier départemental des risques majeurs du département établi en 2013, la commune de Montjaux est classée à risque moyen à élevé. Un décret du 4 juin 2018 a modifié la terminologie du zonage définie dans le code de la santé publique et a été complété par un arrêté du 27 juin 2018 portant délimitation des zones à potentiel radon du territoire français. La commune est désormais en zone 3, à savoir zone à potentiel radon significatif.

## Toponymie
Composé du latin mons (« mont ») et du latin Jovis (« de Jupiter »).

## Histoire

### Préhistoire et Antiquité
La commune de Montjaux conserve de nombreux sites préhistoriques, avec des dolmens et des tumuli. Son nom même proviendrait du latin, mons Jovis, le mont de Jupiter, d'où l'hypothèse d'un temple sur le sommet qui domine le village.

### Moyen Âge
Au Moyen Âge, un château fort fut bâti sur ce sommet, dominant un important bourg fortifié. L'église Saint-Cyrice-et-Sainte-Julitte conserve une architecture romane, qui témoigne de la prospérité ancienne du lieu, comme les vestiges de demeures villageoises. Au XVe siècle, les seigneurs firent construire un nouveau château, plus proche du bourg, sur le chemin important reliant Saint-Rome-de-Tarn à Salles-Curan. Alors que le lieu et la paroisse de Candas dépendaient de la seigneurie de Montjaux, Roquetaillade et Marzials constituaient une entité distincte. Le patrimoine conservé dans ces deux lieux témoigne également de leur richesse (château et église de Roquetaillade, remparts et maisons de Marzials). La vigne était l'activité agricole la plus rémunératrice du territoire. Comme dans toute la région, la guerre de Cent Ans aux XIVe et XVe siècles et les guerres de Religion au XVIe siècle sont des périodes de violence et d'insécurité rythmées par les sièges et les coups de force de bandes de pillards.

### Époque moderne
Les XVIIe et XVIIIe siècles se caractérisent par l'intégration progressive dans le cadre centralisé de la monarchie absolutiste.

### Époque contemporaine
La Révolution française a aboli les privilèges de la noblesse et du clergé, mais les familles seigneuriales, les Raymond de Montjaux et les Julien de Roquetaillade, ainsi que l'Église, ont conservé une place prééminente dans la vie locale jusqu'au cœur du XXe siècle. Au XIXe siècle, l'expansion de la ganterie millavoise a offert du travail aux femmes des campagnes environnantes, jusqu'au milieu du XXe siècle. La croissance de la production du Roquefort a également contribué à l'activité de la région. Par contre, la commune a été fortement affectée par la crise de phylloxéra de 1883-1884 qui a accéléré l'exode rural amorcé au XIXe siècle. La saignée de la Première Guerre mondiale a accentué le déclin, qui s'est poursuivi depuis. L'arrivée de néo-ruraux (les hippies des années 1970 et d'autres plus récemment), l'achat de résidences secondaires par des habitants d'Europe du Nord (Belges, Hollandais, Britanniques, Allemands), le tourisme vert et l'installation de couples travaillant à Millau ou à Saint-Affrique permettent le maintien d'une vie villageoise, malgré le dépeuplement et le vieillissement de la population.

## Politique et administration

### Découpage territorial
La commune de Montjaux est membre de la communauté de communes de la Muse et des Raspes du Tarn, un établissement public de coopération intercommunale (EPCI) à fiscalité propre créé le 1er janvier 2005 dont le siège est à Saint-Rome-de-Tarn. Ce dernier est par ailleurs membre d'autres groupements intercommunaux.
Sur le plan administratif, elle est rattachée à l'arrondissement de Millau, au département de l'Aveyron et à la région Occitanie. Sur le plan électoral, elle dépend du  canton de Tarn et Causses pour l'élection des conseillers départementaux, depuis le redécoupage cantonal de 2014 entré en vigueur en 2015, et de la troisième circonscription de l'Aveyron  pour les élections législatives, depuis le dernier découpage électoral de 2010.

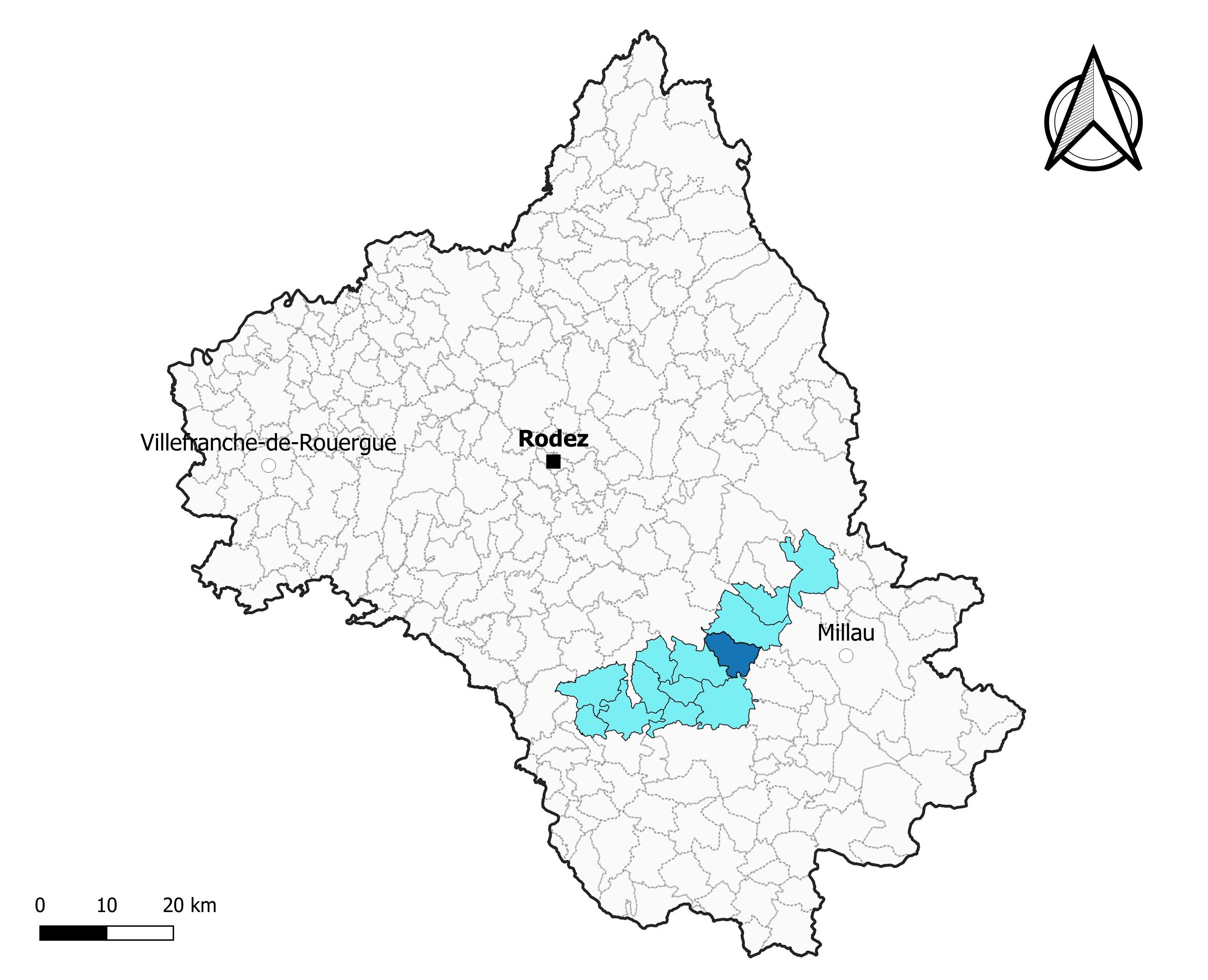
Montjaux dans l'intercommunalité en 2020.
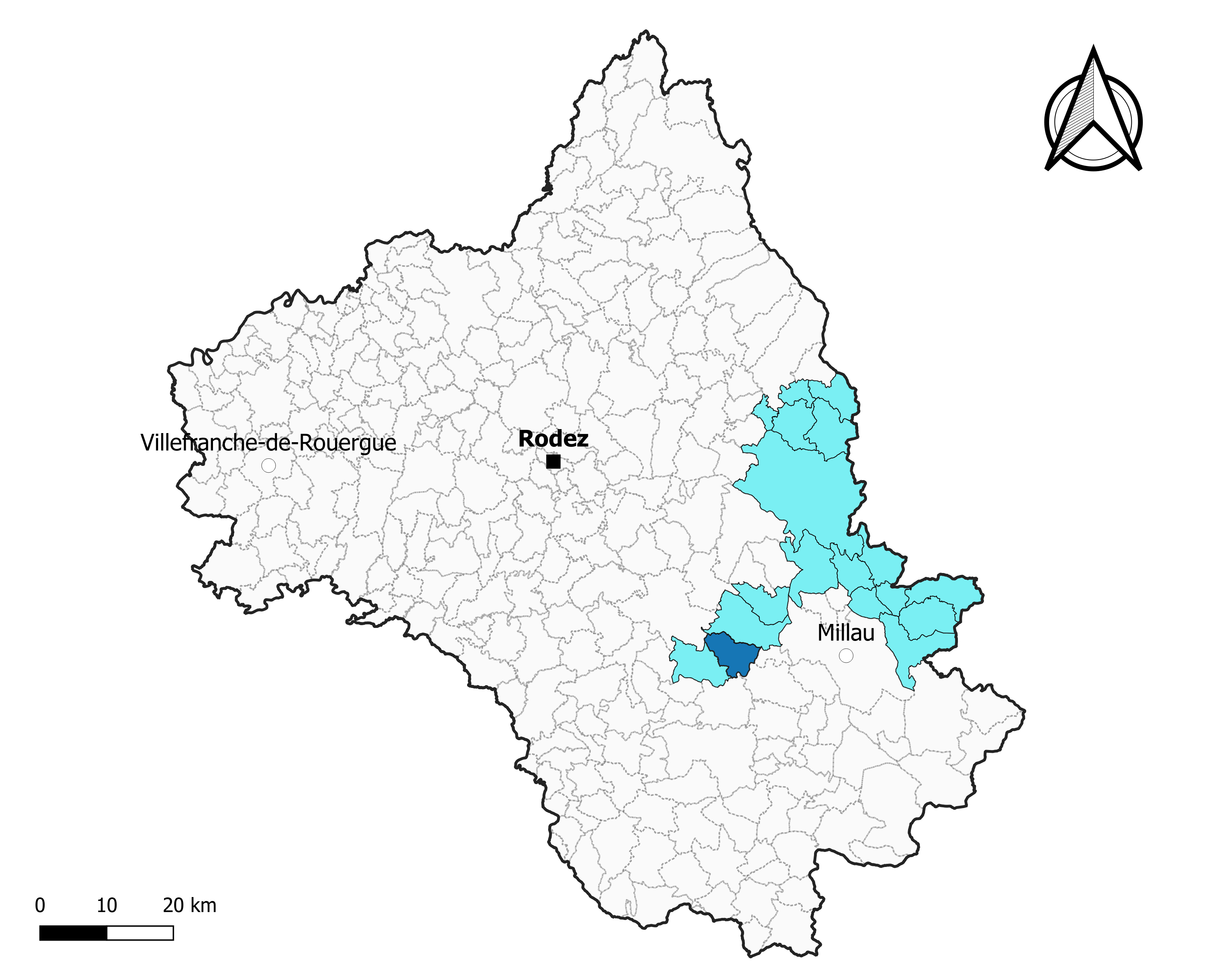
Montjaux dans le canton de Tarn et Causses en 2020.
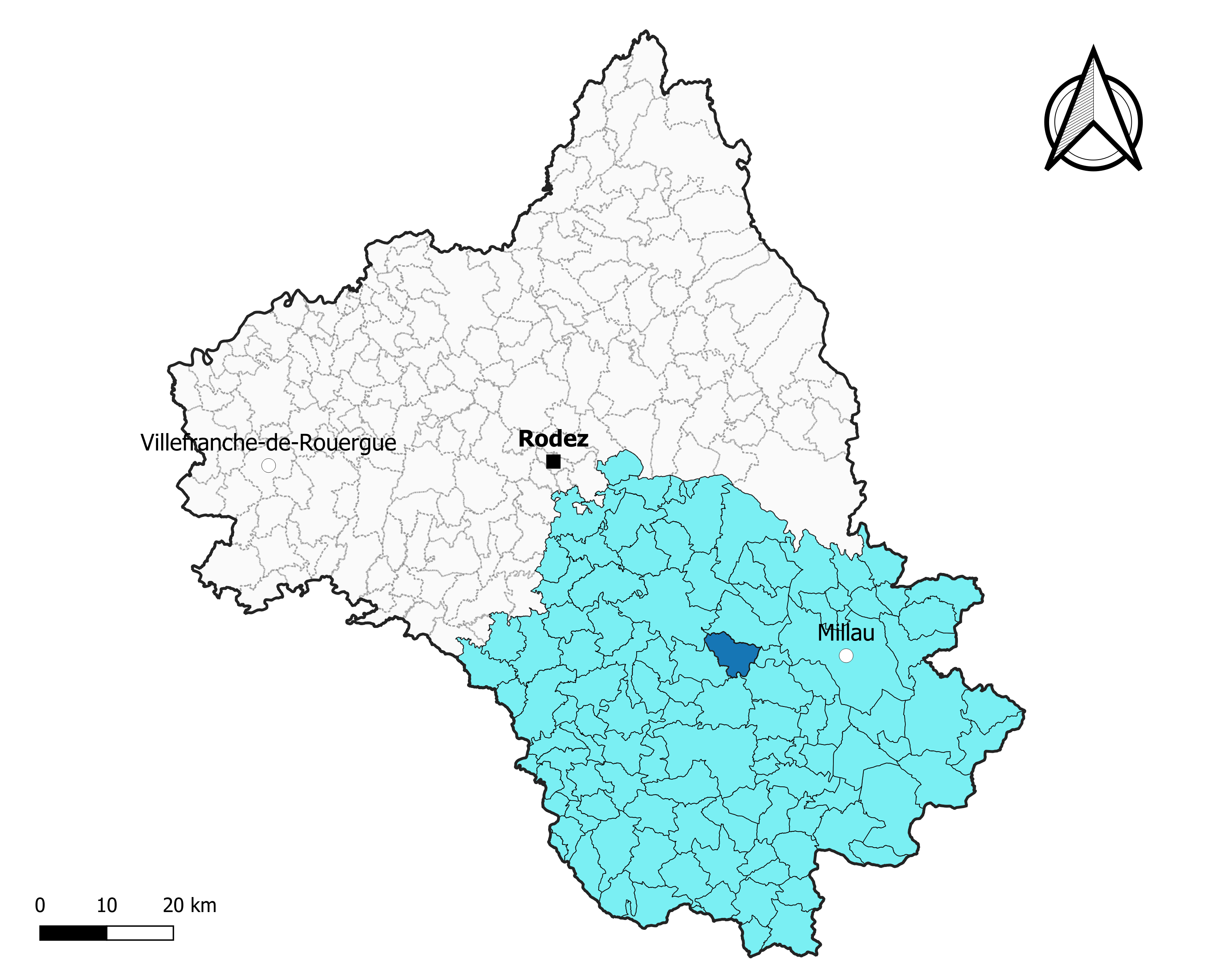
Montjaux dans l'arrondissement de Millau en 2020.

### Élections municipales et communautaires

#### Élections de 2020
Le conseil municipal de Montjaux, commune de moins de 1 000 habitants, est élu au scrutin majoritaire plurinominal à deux tours avec candidatures isolées ou groupées et possibilité de panachage. Compte tenu de la population communale, le nombre de sièges à pourvoir lors des élections municipales de 2020 est de 11. La totalité des onze candidats en lice est élue dès le premier tour, le 15 mars 2020, avec un taux de participation de 58,48 %.
Colette Lembert est élue nouvelle maire de la commune le 25 mai 2020.
Dans les communes de moins de 1 000 habitants, les conseillers communautaires sont désignés parmi les conseillers municipaux élus en suivant l’ordre du tableau (maire, adjoints puis conseillers municipaux) et dans la limite du nombre de sièges attribués à la commune au sein du conseil communautaire. Deux sièges sont attribués à la commune au sein de la communauté de communes de la Muse et des Raspes du Tarn.

#### Liste des maires
| Période                                  | Période  | Identité             | Étiquette                     | Qualité                                                                  |
| ---------------------------------------- | -------- | -------------------- | ----------------------------- | ------------------------------------------------------------------------ |
| mars 1977                                | 2001     | Armand Vernhettes    | CD puis apparenté PS puis PRG | Agriculteur Conseiller général de 1970 à 2001 (canton de Saint-Beauzély) |
| mars 2001                                | 2014     | Jean Claude Fournier |                               |                                                                          |
|                                          | En cours |                      |                               |                                                                          |
| mars 2014                                | mai 2020 | Jean Froment         |                               | Retraité de profession libérale                                          |
| mai 2020                                 | en cours | Colette Lembert,     |                               | Ancienne profession intermédiaire                                        |
| Les données manquantes sont à compléter. |          |                      |                               |                                                                          |

## Démographie
L'évolution du nombre d'habitants est connue à travers les recensements de la population effectués dans la commune depuis 1793. Pour les communes de moins de 10 000 habitants, une enquête de recensement portant sur toute la population est réalisée tous les cinq ans, les populations de référence des années intermédiaires étant quant à elles estimées par interpolation ou extrapolation. Pour la commune, le premier recensement exhaustif entrant dans le cadre du nouveau dispositif a été réalisé en 2008.

En 2022, la commune comptait 435 habitants, en évolution de +10,41 % par rapport à 2016 (Aveyron : +0,37 %, France hors Mayotte : +2,11 %).
| 1793 | 1800 | 1806  | 1821  | 1831  | 1836  | 1841  | 1846  | 1851  |
| ---- | ---- | ----- | ----- | ----- | ----- | ----- | ----- | ----- |
| 968  | 913  | 1 602 | 1 493 | 1 511 | 1 474 | 1 484 | 1 505 | 1 538 |

| 1856  | 1861  | 1866  | 1872  | 1876  | 1881  | 1886  | 1891  | 1896  |
| ----- | ----- | ----- | ----- | ----- | ----- | ----- | ----- | ----- |
| 1 411 | 1 312 | 1 309 | 1 283 | 1 330 | 1 319 | 1 280 | 1 167 | 1 132 |

| 1901  | 1906  | 1911  | 1921 | 1926 | 1931 | 1936 | 1946 | 1954 |
| ----- | ----- | ----- | ---- | ---- | ---- | ---- | ---- | ---- |
| 1 081 | 1 059 | 1 019 | 863  | 833  | 845  | 807  | 741  | 639  |

| 1962 | 1968 | 1975 | 1982 | 1990 | 1999 | 2006 | 2008 | 2013 |
| ---- | ---- | ---- | ---- | ---- | ---- | ---- | ---- | ---- |
| 588  | 501  | 444  | 423  | 382  | 388  | 392  | 393  | 396  |

| 2018 | 2022 | - | - | - | - | - | - | - |
| ---- | ---- | - | - | - | - | - | - | - |
| 419  | 435  | - | - | - | - | - | - | - |

## Économie

### Revenus
En 2018  (données Insee publiées en septembre 2021), la commune compte 206 ménages fiscaux, regroupant 426 personnes. La médiane du revenu disponible par unité de consommation est de 17 980 € (20 640 € dans le département).

### Emploi
| Division       | 2008  | 2013  | 2018  |
| -------------- | ----- | ----- | ----- |
| Commune        | 5,4 % | 8,3 % | 8,6 % |
| Département    | 5,4 % | 7,1 % | 7,1 % |
| France entière | 8,3 % | 10 %  | 10 %  |

En 2018, la population âgée de 15 à 64 ans s'élève à 256 personnes, parmi lesquelles on compte 73,8 % d'actifs (65,2 % ayant un emploi et 8,6 % de chômeurs) et 26,2 % d'inactifs,. Depuis 2008, le taux de chômage communal (au sens du recensement) des 15-64 ans est supérieur à celui du département, mais inférieur à celui de la France.
La commune fait partie de la couronne de l'aire d'attraction de Millau, du fait qu'au moins 15 % des actifs travaillent dans le pôle,. Elle compte 69 emplois en 2018, contre 81 en 2013 et 75 en 2008. Le nombre d'actifs ayant un emploi résidant dans la commune est de 171, soit un indicateur de concentration d'emploi de 40,3 % et un taux d'activité parmi les 15 ans ou plus de 54,5 %.
Sur ces 171 actifs de 15 ans ou plus ayant un emploi, 61 travaillent dans la commune, soit 36 % des habitants. Pour se rendre au travail, 84,8 % des habitants utilisent un véhicule personnel ou de fonction à quatre roues, 2,9 % s'y rendent en deux-roues, à vélo ou à pied et 12,3 % n'ont pas besoin de transport (travail au domicile).

### Activités hors agriculture
32 établissements sont implantés  à Montjaux au 31 décembre 2019. Le tableau ci-dessous en détaille le nombre par secteur d'activité et compare les ratios avec ceux du département,.
| Secteur d'activité                                                                                        | Commune | Commune | Département |
| Secteur d'activité                                                                                        | Nombre  | %       | %           |
| --- | ------- | ------- | ----------- |
| Ensemble                                                                                                  | 32      | 100 %   | (100 %)     |
| Industrie manufacturière, industries extractives et autres                                                | 6       | 18,8 %  | (17,7 %)    |
| Construction                                                                                              | 6       | 18,8 %  | (13 %)      |
| Commerce de gros et de détail, transports, hébergement et restauration                                    | 5       | 15,6 %  | (27,5 %)    |
| Information et communication                                                                              | 1       | 3,1 %   | (1,5 %)     |
| Activités financières et d'assurance                                                                      | 1       | 3,1 %   | (3,4 %)     |
| Activités immobilières                                                                                    | 1       | 3,1 %   | (4,2 %)     |
| Activités spécialisées, scientifiques et techniques et activités de services administratifs et de soutien | 4       | 12,5 %  | (12,4 %)    |
| Administration publique, enseignement, santé humaine et action sociale                                    | 3       | 9,4 %   | (12,7 %)    |
| Autres activités de services                                                                              | 5       | 15,6 %  | (7,8 %)     |

Le secteur de la construction est prépondérant sur la commune puisqu'il représente 18,8 % du nombre total d'établissements de la commune (6 sur les 32 entreprises implantées  à Montjaux), contre 13 % au niveau départemental.

### Agriculture
La commune est dans les Grands Causses, une petite région agricole occupant le sud-est du département de l'Aveyron. En 2020, l'orientation technico-économique de l'agriculture  sur la commune est la polyculture et/ou le polyélevage.
|               | 1988  | 2000  | 2010  | 2020  |
| ------------- | ----- | ----- | ----- | ----- |
| Exploitations | 34    | 22    | 25    | 21    |
| SAU (ha)      | 1 121 | 1 005 | 1 057 | 1 076 |

Le nombre d'exploitations agricoles en activité et ayant leur siège dans la commune est passé de 34 lors du recensement agricole de 1988  à 22 en 2000 puis à 25 en 2010 et enfin à 21 en 2020, soit une baisse de 38 % en 32 ans. Le même mouvement est observé à l'échelle du département qui a perdu pendant cette période 51 % de ses exploitations,. La surface agricole utilisée sur la commune a également diminué, passant de 1 121 ha en 1988 à 1 076 ha en 2020. Parallèlement la surface agricole utilisée moyenne par exploitation a augmenté, passant de 33 à 51 ha.

## Culture locale et patrimoine

### Montjaux

#### Église Saint-Quirinus
Classé MH (1909)
L'église romane Saint-Quirinus date du XIIe siècle aussi appelée Église Saint-Cyrice-et-Sainte-Julitte de Montjaux.

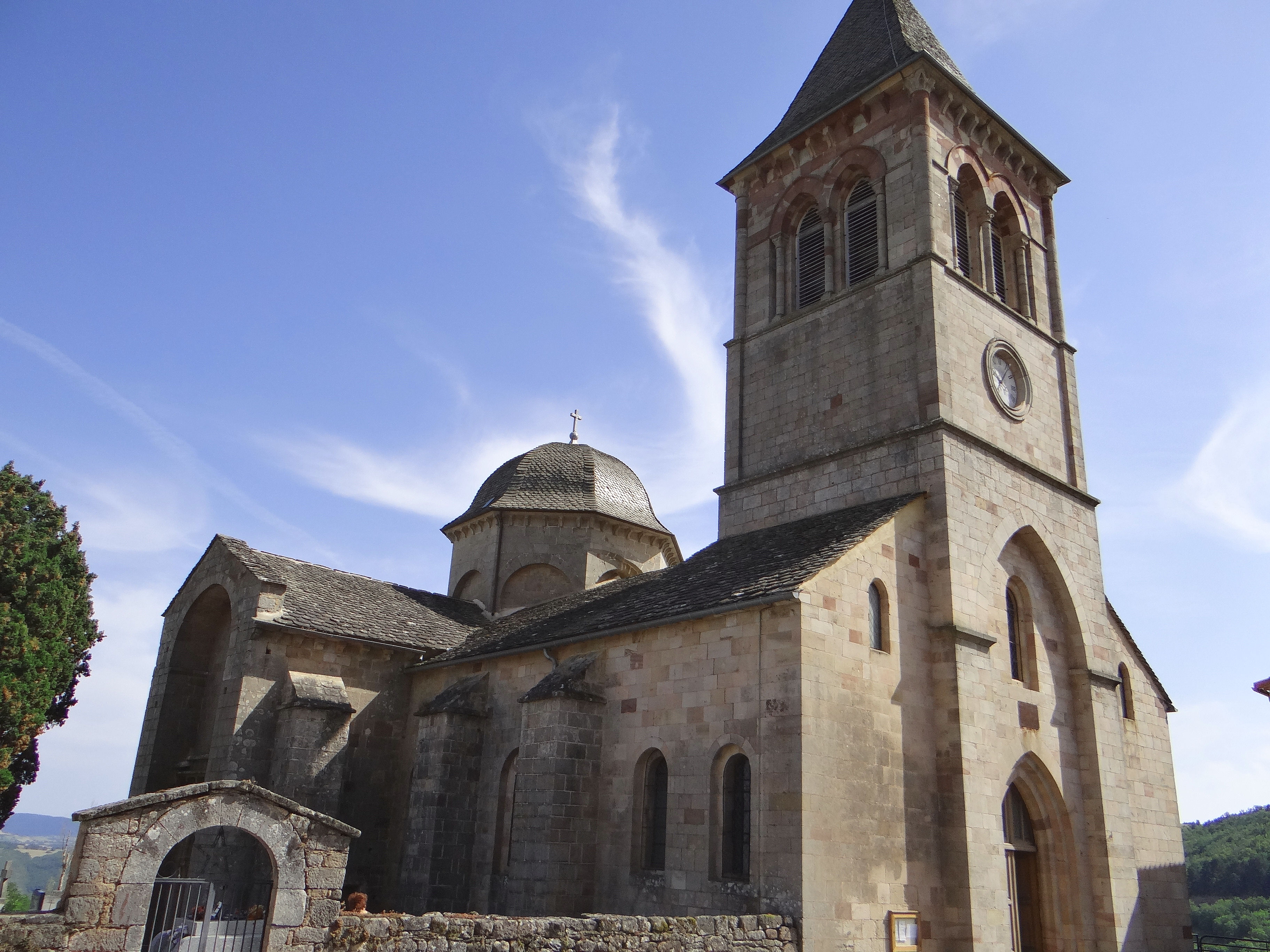
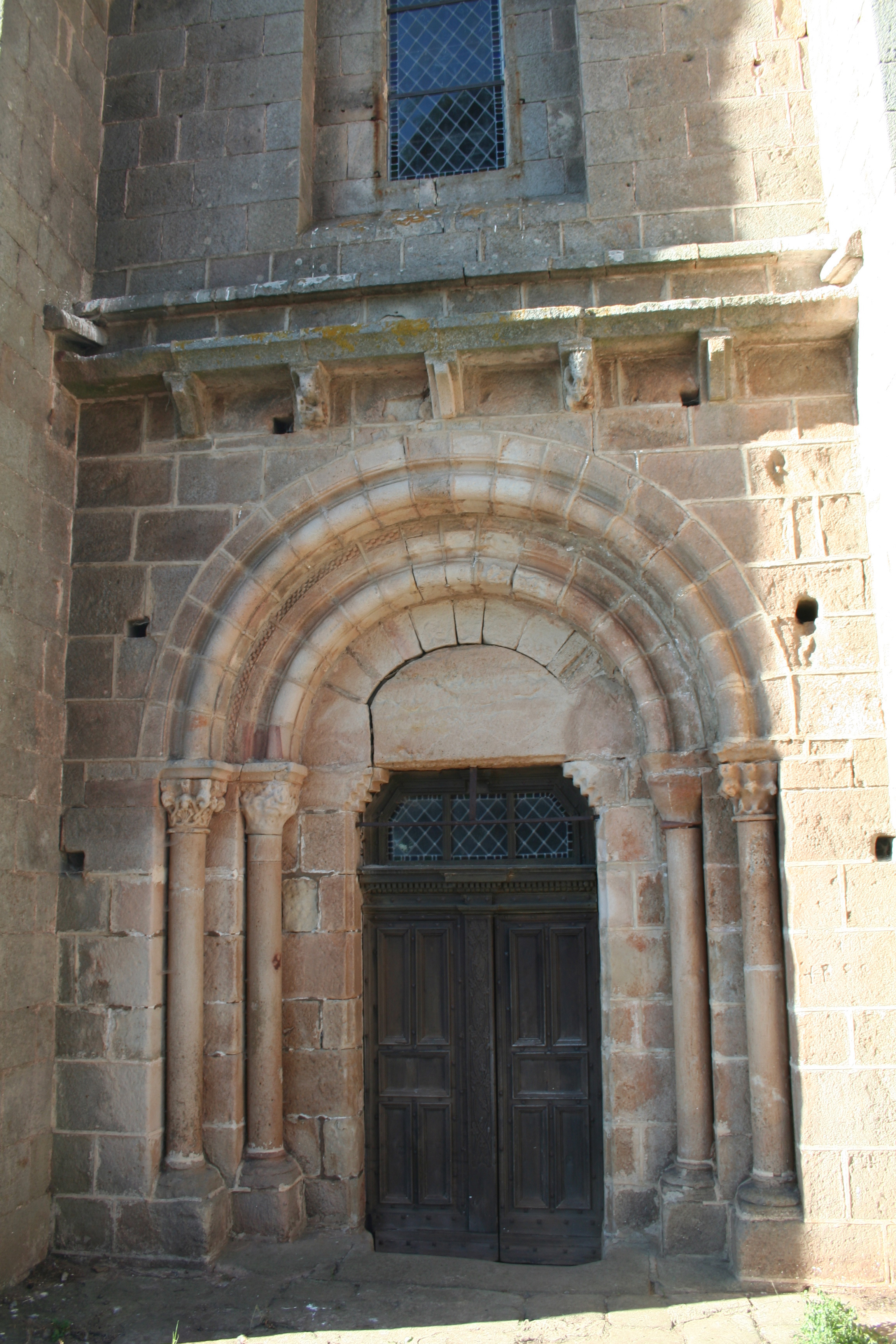
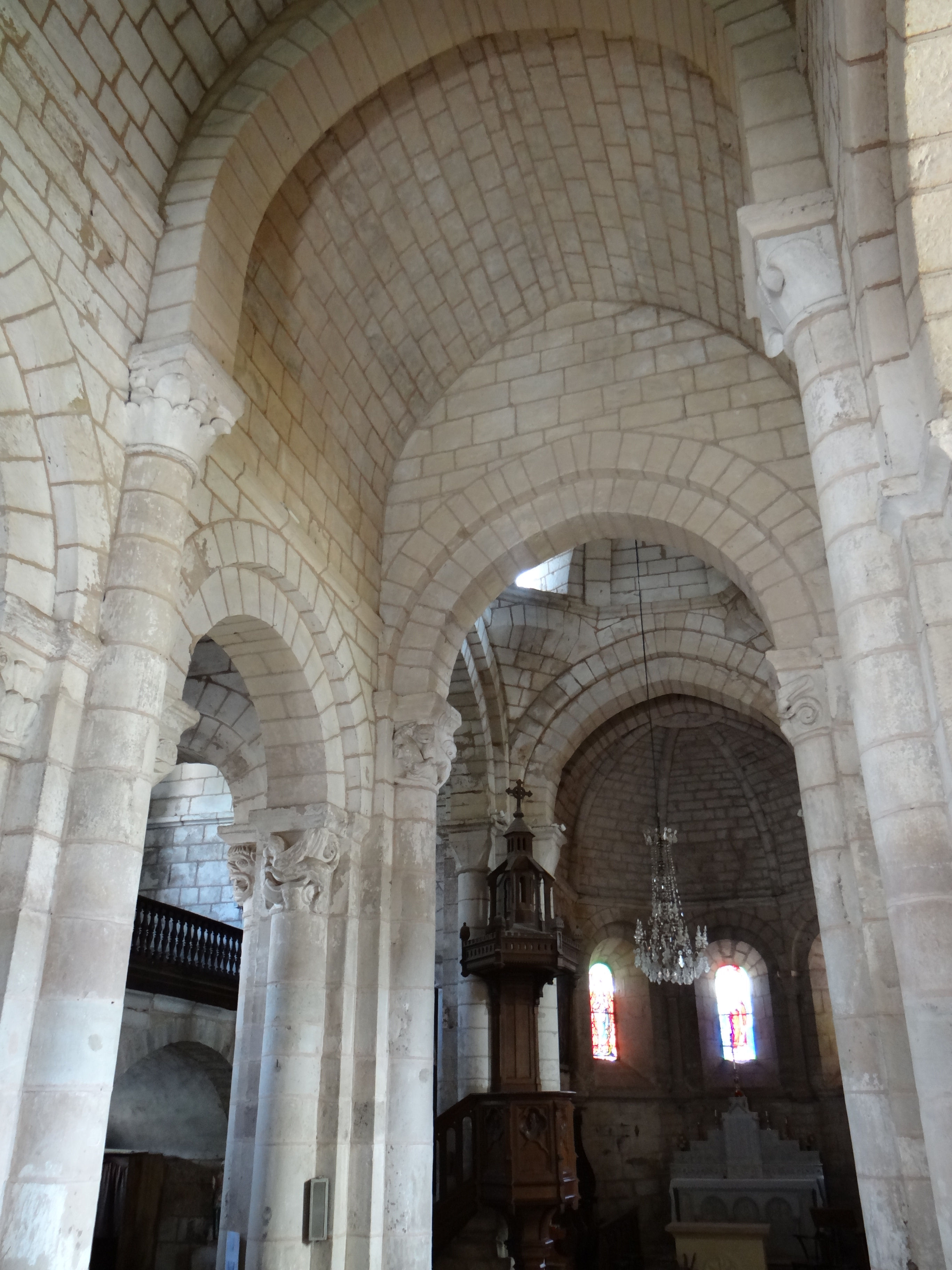
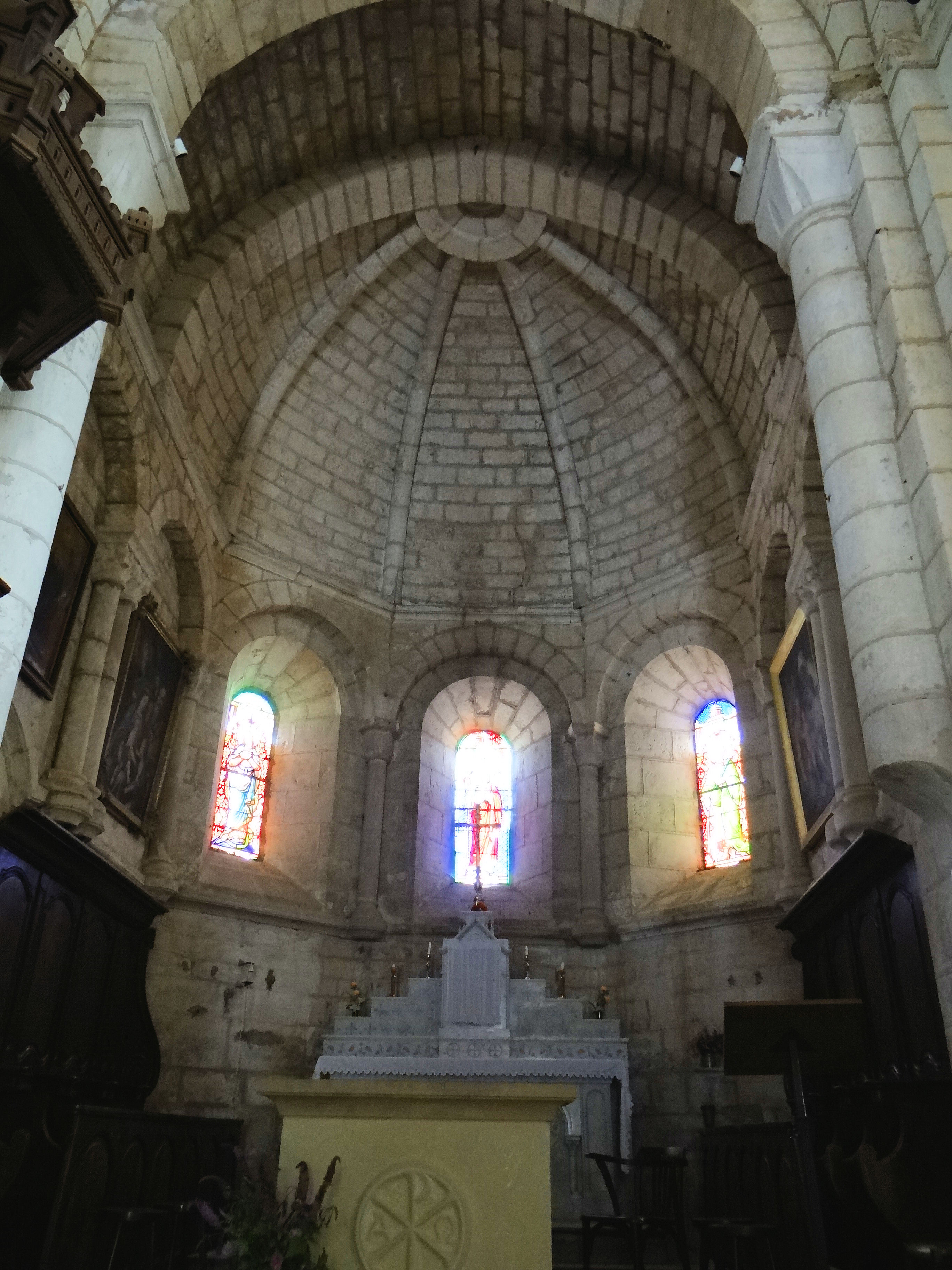
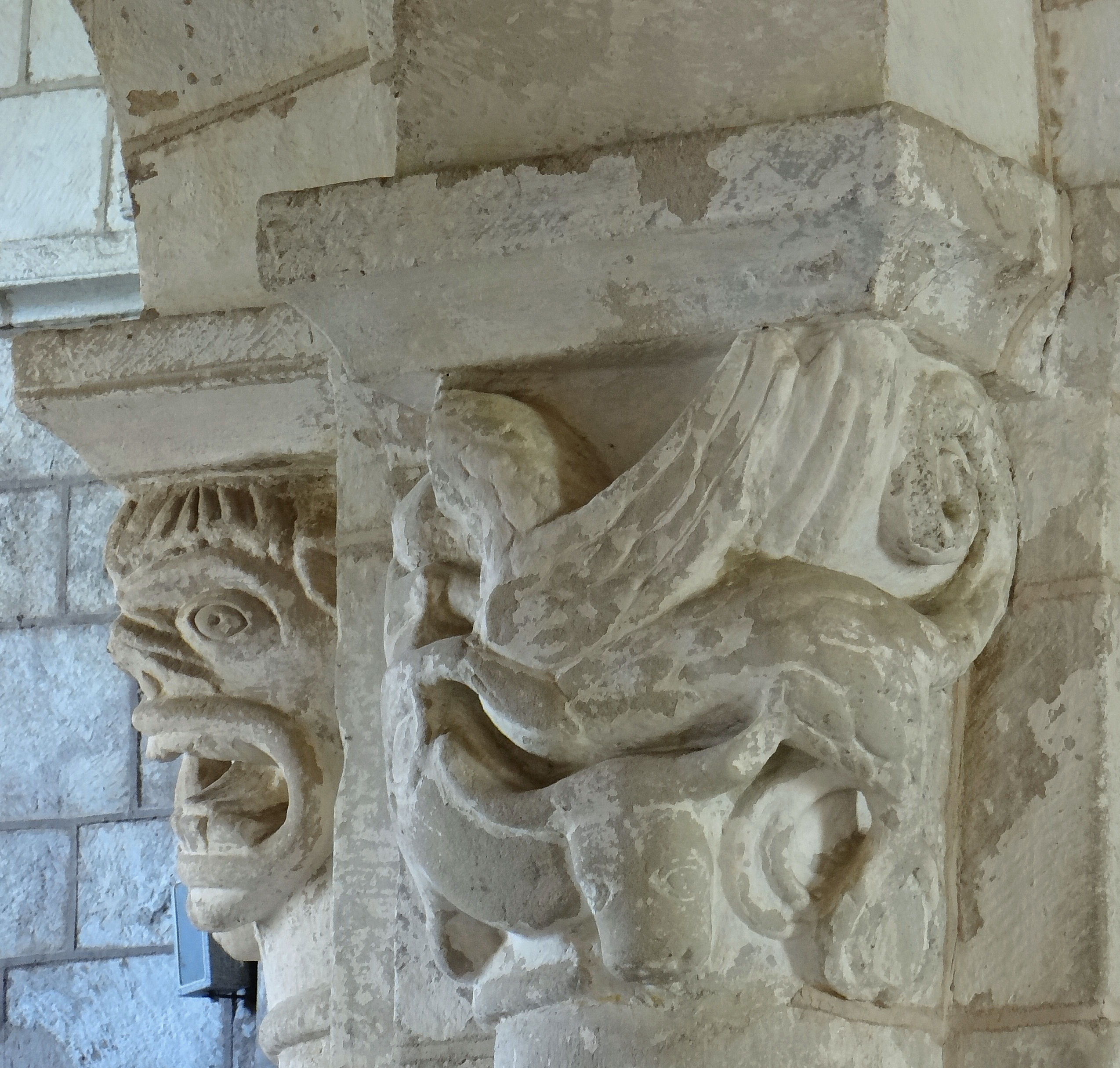
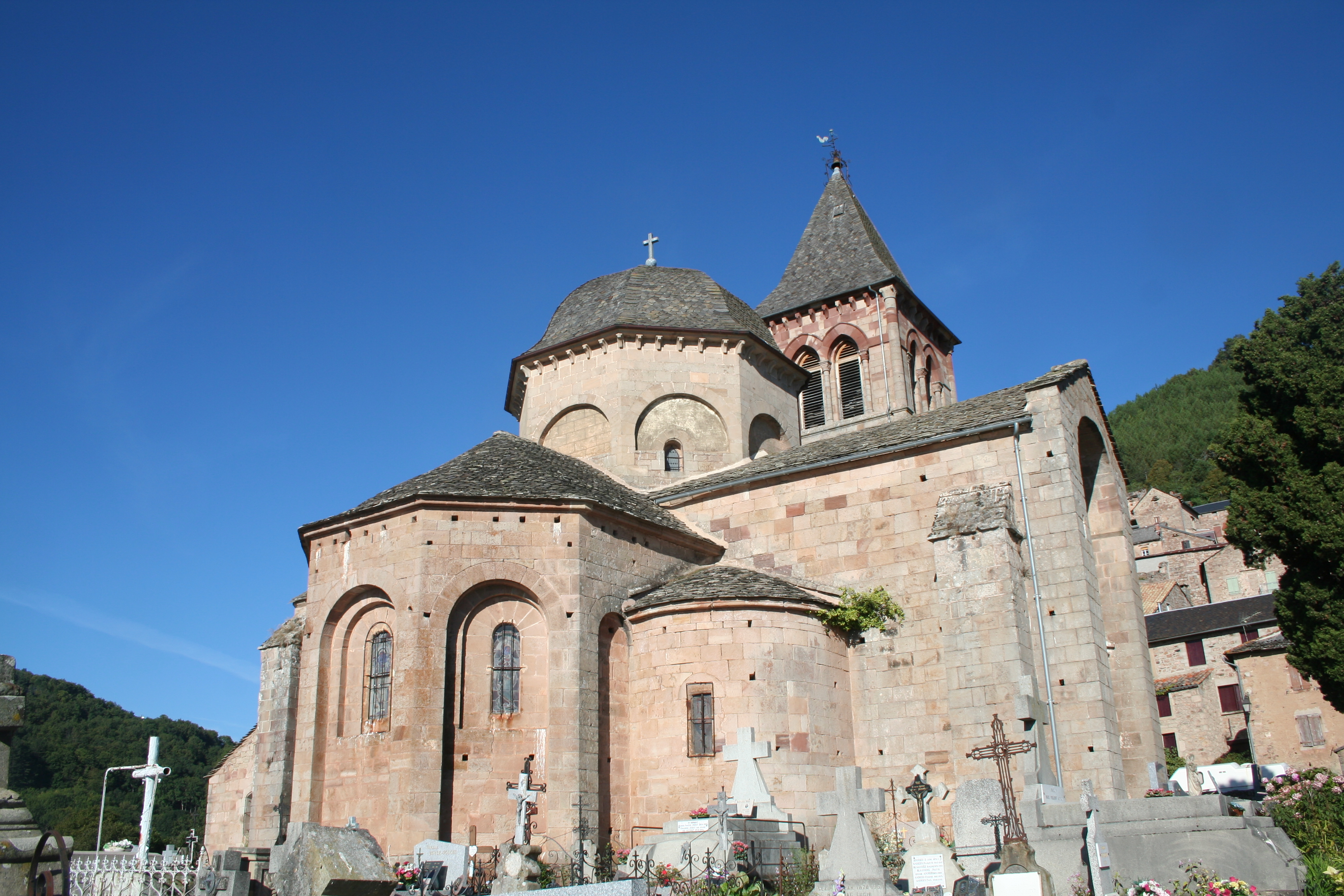

#### Château de Montjaux
Inscrit MH (1978)
Le château de Montjaux date du XVe siècle.

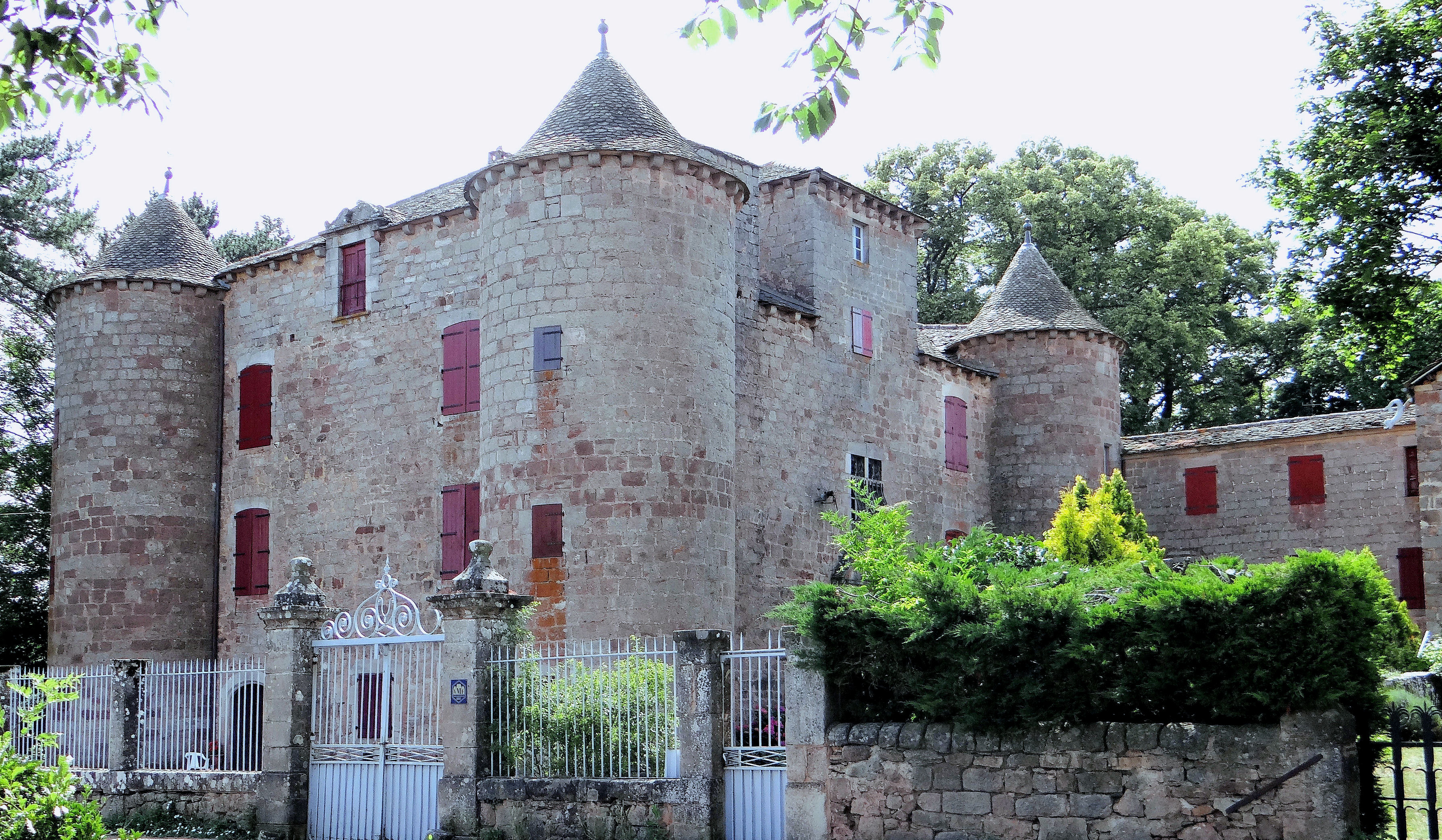
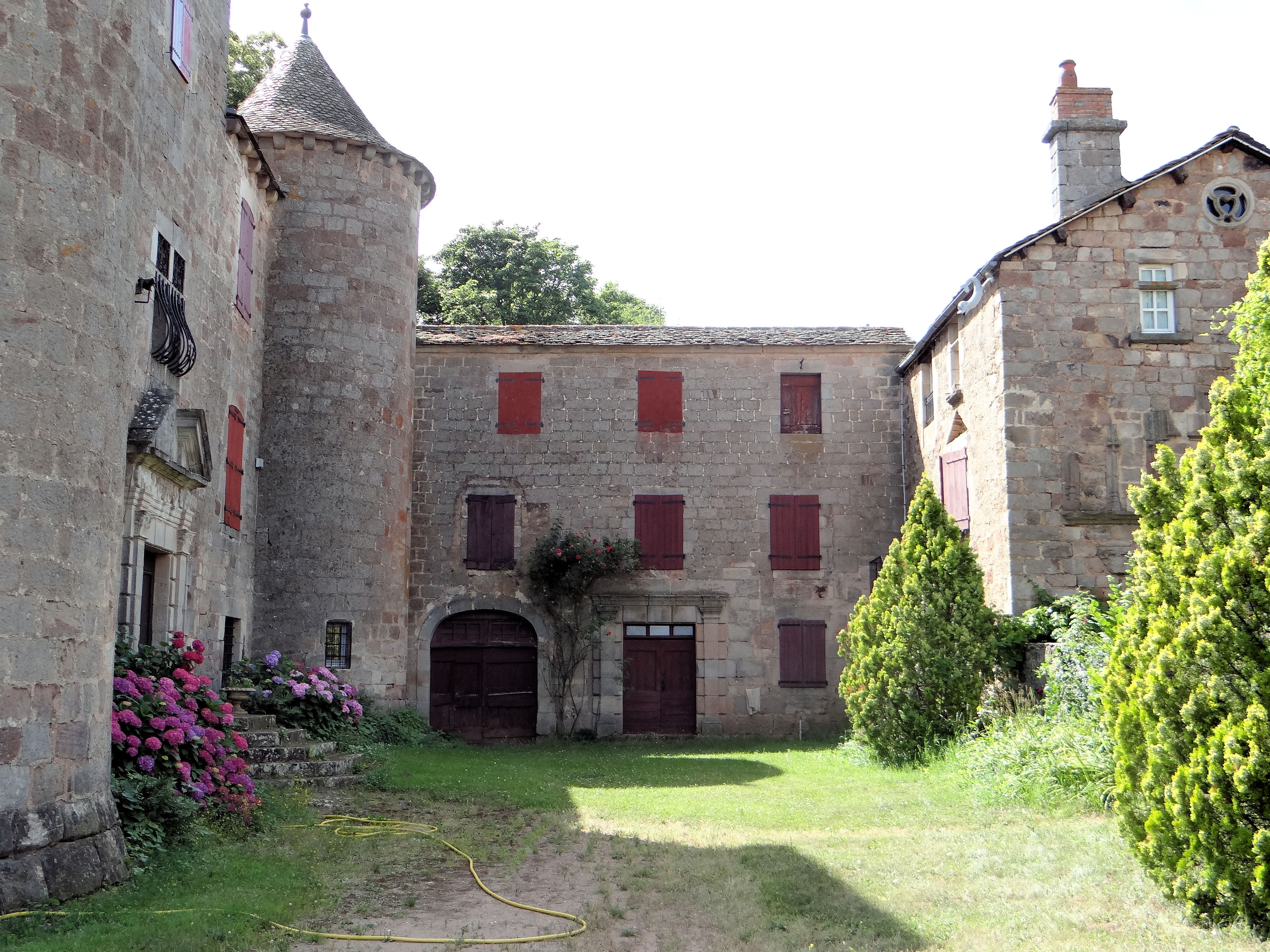
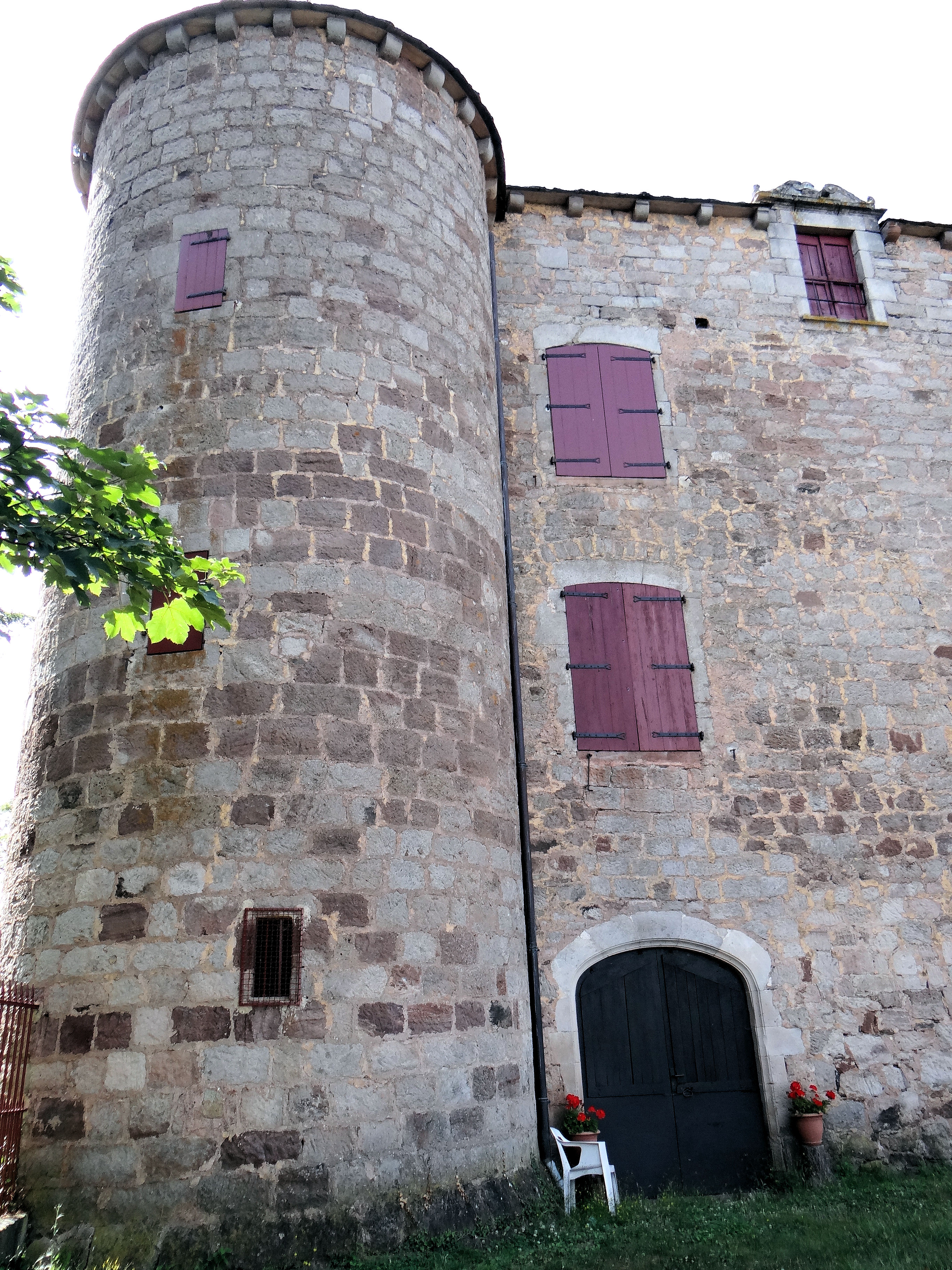
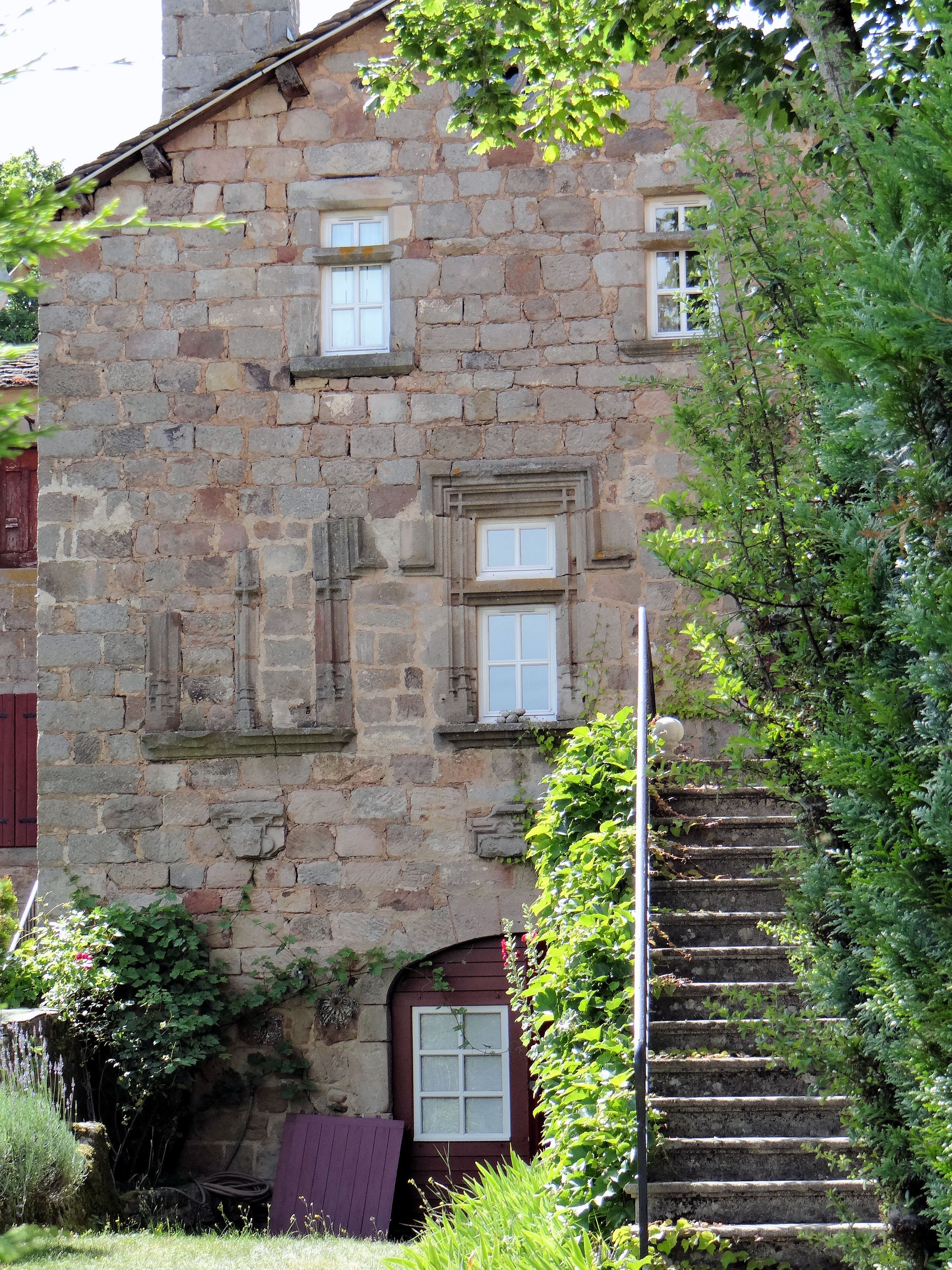

#### Maison Bermont
Inscrit MH (1930)
La maison Bermont date du XVe siècle.

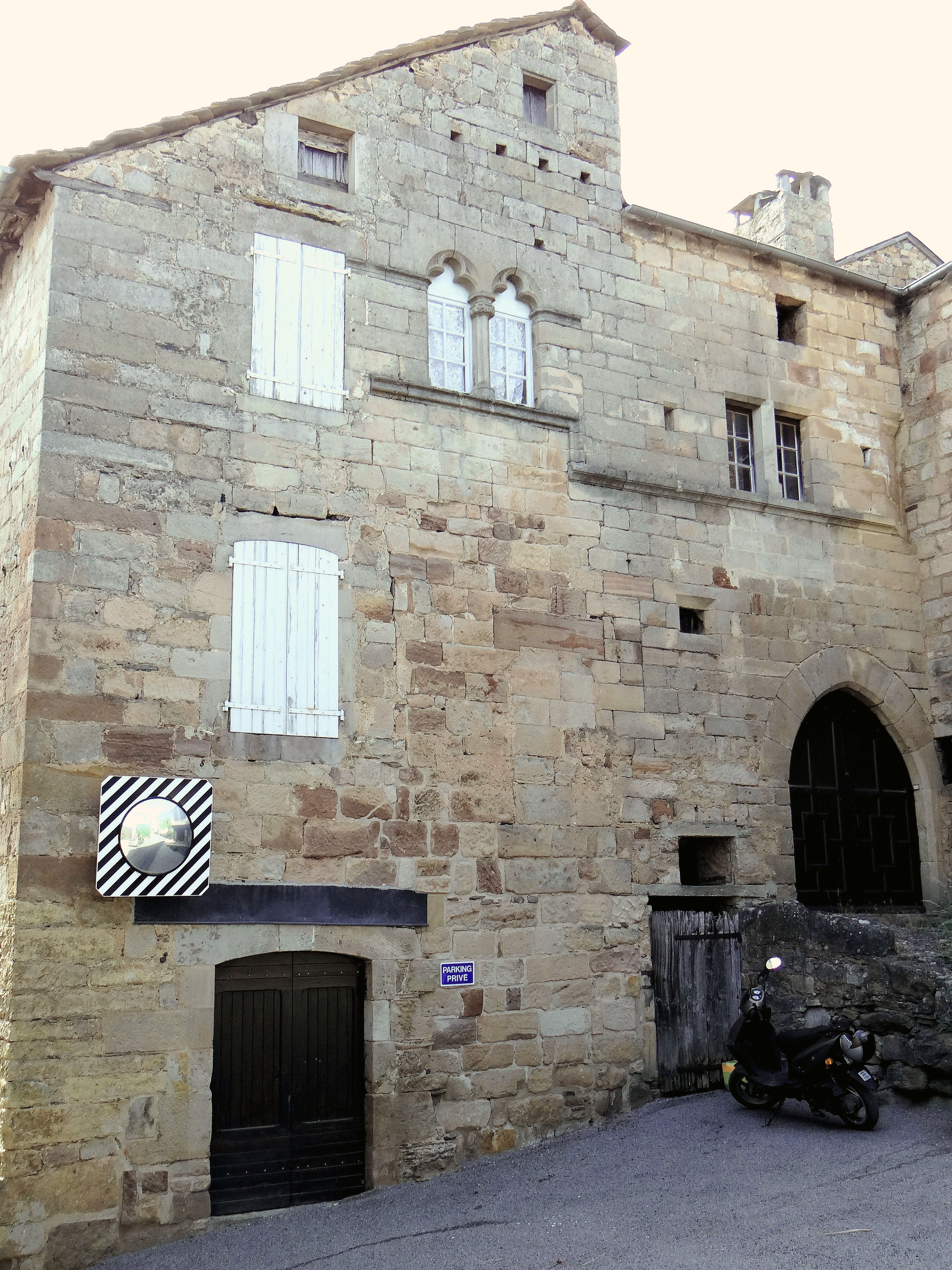
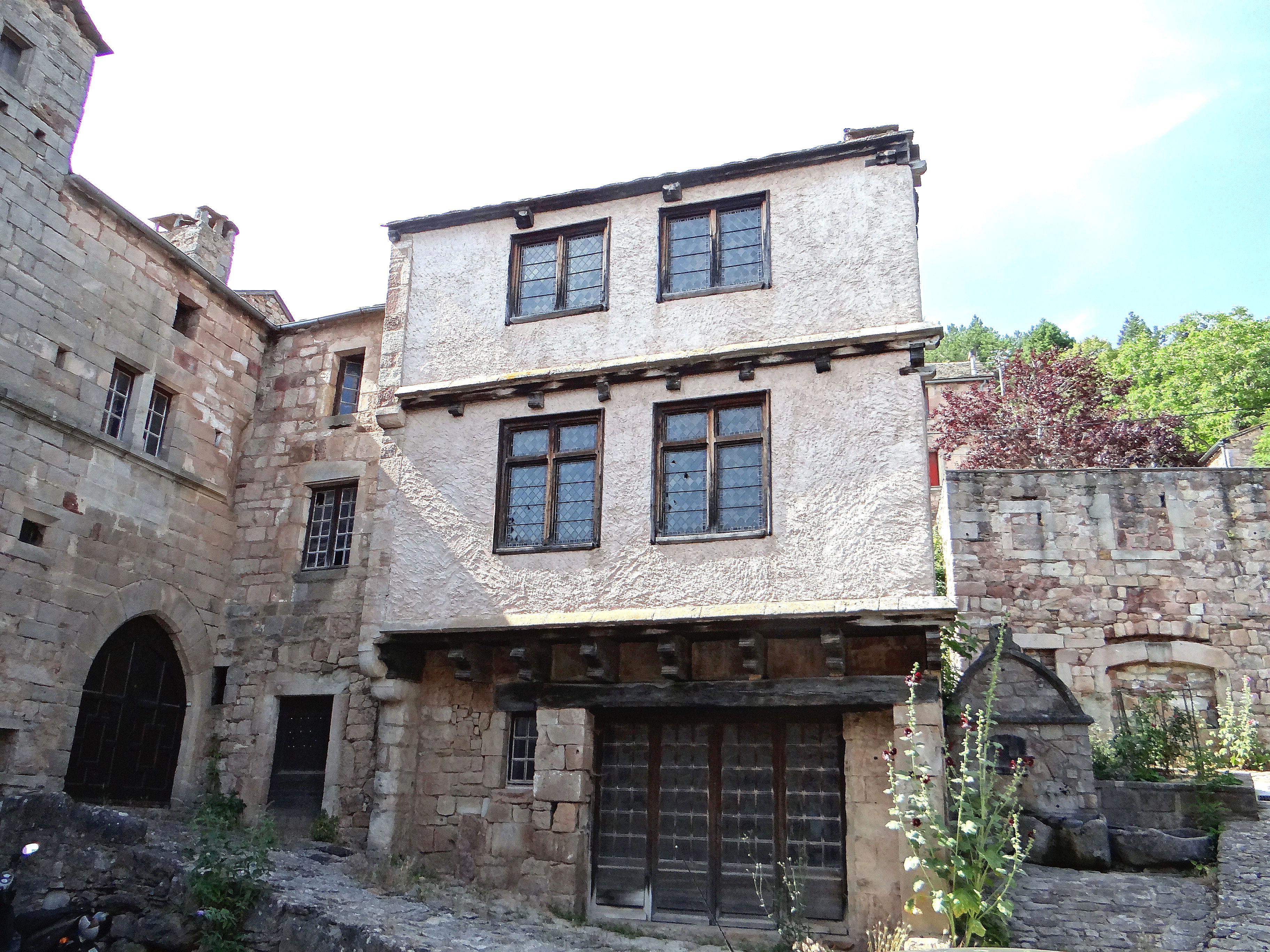
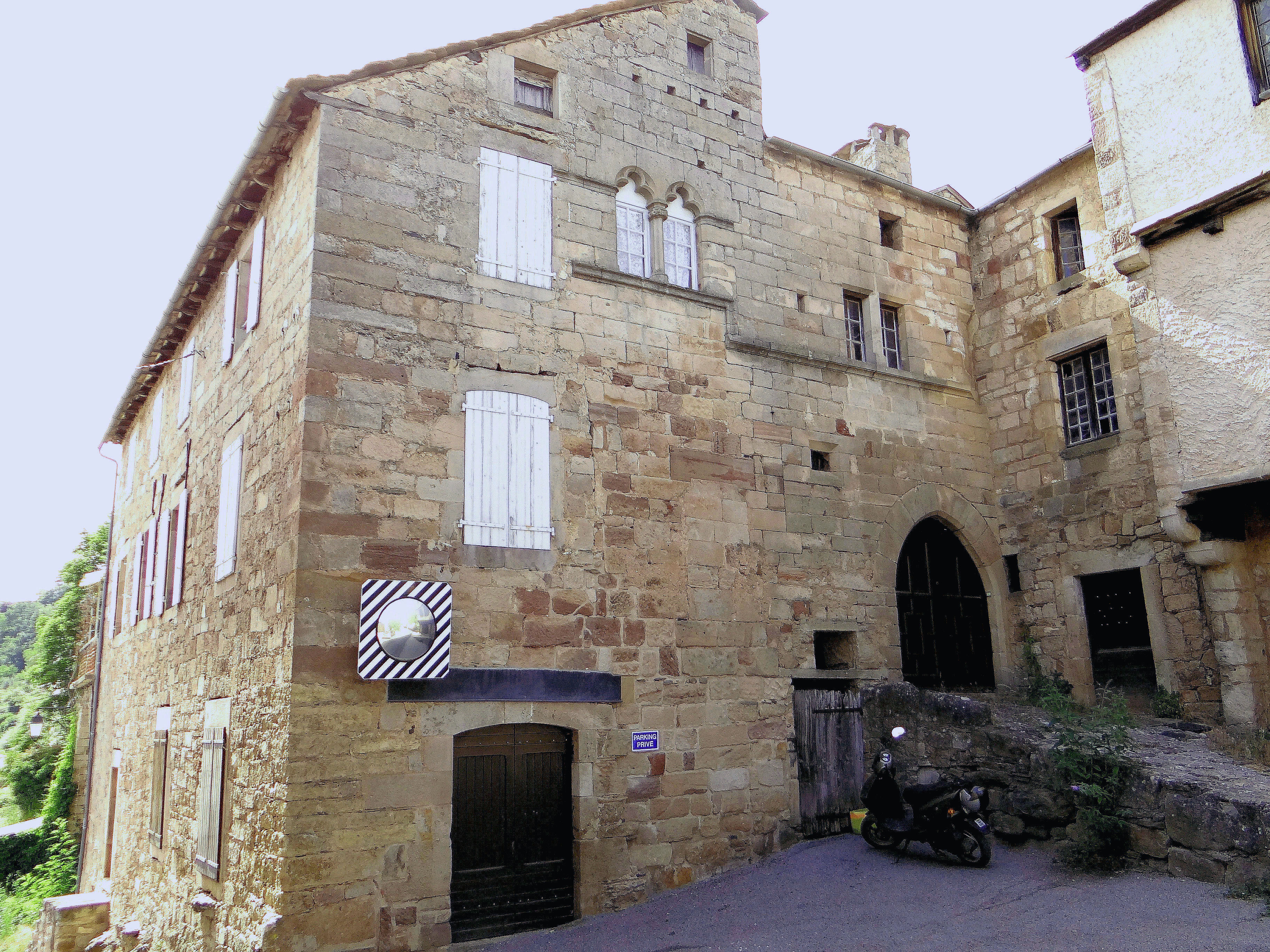

#### Dolmens
Classé MH (1889)

#### Divers
- Les fontaines gothiques,
- Les sarcophages,
- Les cazelles,

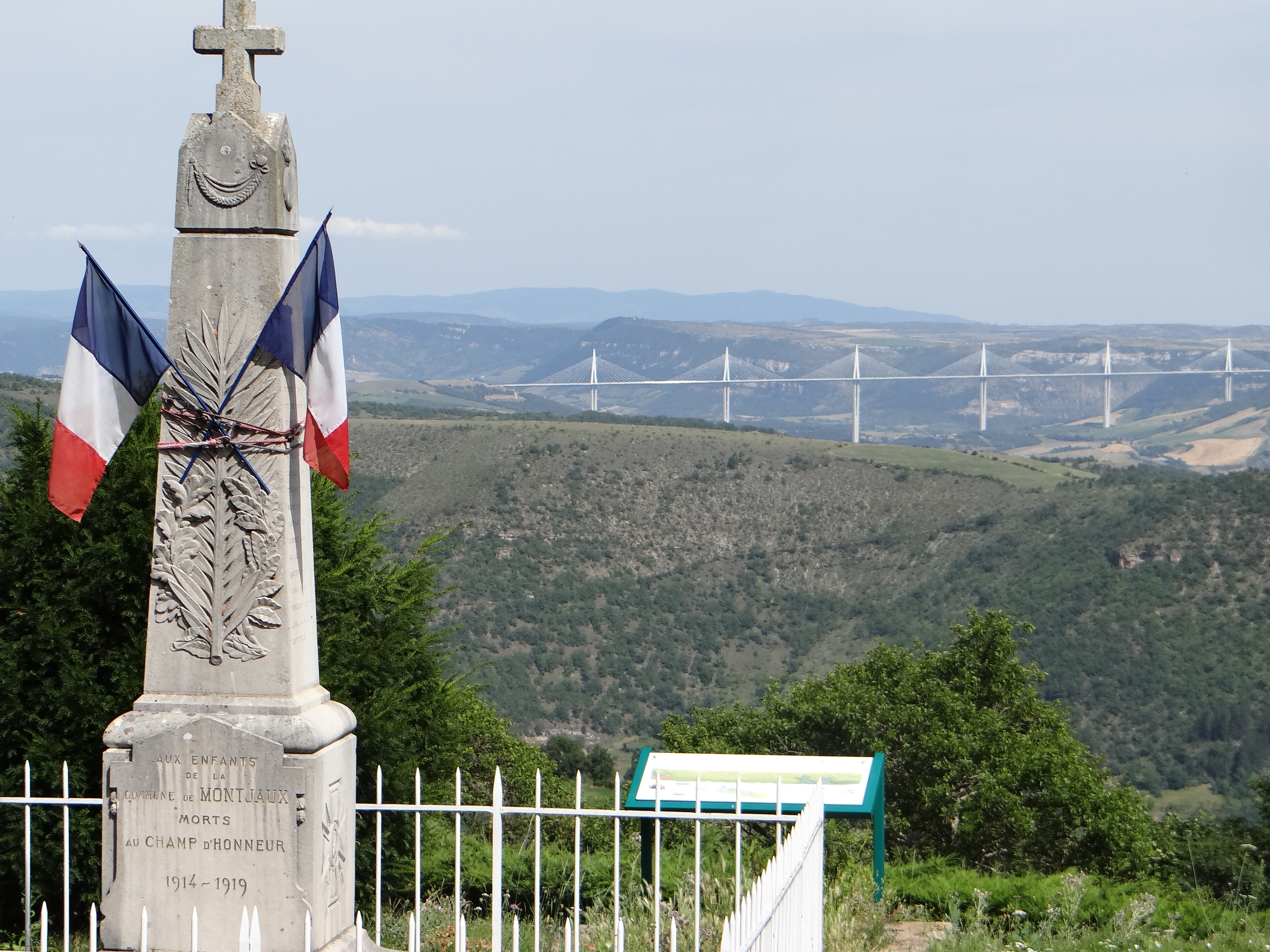
Le monument aux morts, devant le château, et le viaduc de Millau.

- Les ruines du château vieux (XIIIe siècle).
- Col de Montjaux ou col de la Vernhette, sur la RD 993, emprunté par le Tour de France en 1954 et 1983.

### Marzials
- Les remparts de l'ancienne cité.
- Église Saint-Martial de Marzials datant du XVe siècle.
- La pierre à sacrifice.

### Candas
- Église Saint-Hippolyte de Candas.

### Ayguebonne
- Église Saint-Martin d'Ayguebonne.  Inscrit MH (2014)[65].

### Personnalités liées à la commune
- Jean Blaise Vernhette (1773-1839), homme politique, député de l'Aveyron de 1827 à 1828 .
- Amédée Vernhette (1795-1884), homme politique, député de l'Aveyron, préfet des Vosges, des Hautes-Pyrénées puis député de l'Hérault.
- Louis Vernhette (1801-1883), homme politique, député de l'Aveyron de 1848 à 1851.
- Adolphe Vézinet (1906-1996), officier de la 2ème DB, Compagnon de la Libération.

### Héraldique
| Blason de la commune de Montjaux | Les armes de la commune de Montjaux se blasonnent ainsi : Tiercé en pairle renversé : au 1er de gueules au léopard lionné d'or, au 2e d'argent à la tour d'azur ouverte et ajourée du champ, au 3e de sinople au dolmen d'argent. |